# Distrito de Tong
El distrito de Tong (en kirguís: Тоң району) es uno de los rayones (distrito) de la provincia de Ysyk-Kol en Kirguistán. Tiene como capital la ciudad de Bokonbaev.
- Datos: Q311827
- Multimedia: Tong District / Q311827